# Boun Oum
Hoàng thân Boun Oum (còn gọi là Hoàng thân Boun Oum Na Champassak; tiếng Lào: ບຸນອຸ້ມ ນະ ຈຳປາສັກ; tiếng Thái: บุญอุ้ม ณ จัมปาศักดิ์; RTGS: Bun-um Na Champasak; 12 tháng 12 năm 1912 - 17 tháng 3 năm 1980) là con trai vua Ratsadanay, hoàng thân cha truyền con nối của vương quốc Champasak và từng là Thủ tướng Lào.

## Tiểu sử
Ông sinh ra tại Don Talad, là con trai út của H.H. Brhat Chao Buarabarna Rajadhaniya, hoàng thân Champasak và người vợ thứ 4, công chúa Sudhisaramuni. Ông đã theo học trường Wat Liep Monastery Sch. và l'École de droit, Viêng Chăn. Ông đã gặp Mom Bouaphanh và cưới bà năm 1943. Hai người có sáu người con trai và ba con gái: các hoàng thân Keo Champhonesak na Champassak, Saysanasak na Champassak, Keo Halusak na Champassak, Simoungkhounsak na Champassak, Vannahsak na Champassak, Vongdasak na Champassak, và các công chúa Petchninchindasak na Champassak, Keosondarasak na Champassak và Keomanisak na Champassak.
Sau khi cha qua đời, ông đã kế vị ngôi đầu của hoàng tộc Champassak, tháng 6 năm 1946. Cùng thời điểm đấy, ông đã từ bỏ quyền thành lập một vương quốc thống nhất, vương quốc Lào vào ngày 27 tháng 8 năm 1946 và trao quyền cho Sisavang Vong. Sau đó Boun Oum trở thành chủ tịch Hội đồng Hoàng gia năm 1948. Năm 1949, ông được chỉ định làm Tổng Thanh tra Vương quốc Lào.

## Thủ tướng
Ủng hộ việc thực dân Pháp cai trị Lào, Boun Oum đã chỉ huy 1.500 lính chống lại quân Nhật và lực lượng Lào Issara ở nam Lào. Là lãnh đạo trên danh nghĩa của phe bảo hoàng, ông đã giữ chức thủ tướng vương quốc Lào từ 1948-1950 và lần thứ hai từ 1960-1962 khi mà quốc hội đồng lòng bổ nhiệm ông với tỉ lệ phiếu 41-0.
Ông đã rút khỏi chính trường để theo đuổi sự nghiệp kinh doanh từ các cơ ngơi của ông ở Pakxe và Champasak nhưng vẫn còn là một người có nhiều quyền lực cho đến khi ông lưu vong năm 1975, khi mà Pathet Lào lên nắm chính quyền. Năm 1975, ông tới Pháp để chữa bệnh nhưng không bao giờ quay lại Lào. Ông qua đời tại Boulogne-Billancourt và được chôn ở Meudon.